# Google Карты
Google Карты (англ. Google Maps; ранее Google Local) — набор приложений, построенных на основе бесплатного картографического сервиса и технологии, предоставляемых компанией Google. Созданы в 2005 году.
Сервис представляет собой карту и спутниковые снимки планеты Земля. Для многих регионов доступны высокодетализированные аэрофотоснимки (снятые с высоты 250—500 м), для некоторых — с возможностью просмотра под углом 45° с четырёх сторон света. Дополнительно предлагаются снимки Меркурия, Венеры, МКС, Луны, Марса, Цереры, Ио, Европы, Ганимеда, Каллисто, Мимаса, Энцелада, Тефии, Дионы, Реи, Титана, Япета, Плутона и Харона.
С сервисом интегрирован бизнес-справочник и карта автомобильных дорог с поиском маршрутов, охватывающая США, Канаду, Японию, Россию, Гонконг, Китай, Великобританию, Ирландию (только центры городов) и некоторые районы Европы.

## Go-версия
Для устройств с Android Go компания Google разработала специальное приложение «Google Maps Go». В ней недоступны некоторые возможности, например, внесение изменений в карту.
Навигация по маршрутам в приложении доступна только при установленном приложении «Навигатор для Google Maps Go».

## Google Планета Земля
С сервисом также связано приложение Google Планета Земля — отдельная программа для Windows, а также GNU/Linux, Mac OS. Как и Google Карты, программа Google Планета Земля позволяет просматривать снимки земной поверхности, увеличивать и уменьшать масштаб и строить маршруты передвижения. Её достоинством является трёхмерное отображение земной поверхности (с учётом рельефа), возможность наблюдения под произвольным углом (а не только отвесно сверху), постепенное уточнение изображения по мере загрузки более детальных фотоснимков (нет необходимости ждать перед «белыми пятнами», как в Google Картах), возможность плавного изменения масштаба (а не просто выбора из нескольких предопределённых значений).

## Прокладка маршрутов
Чтобы воспользоваться сервисом поиска маршрутов, необходимо переключиться на вкладку «Проложить маршрут», после чего набрать адрес отправления в формате «страна, населённый пункт, улица, дом» (например, «Россия, Москва, Краснопресненская набережная, 2») и адрес места назначения.
В июле 2015 года в сервисе появилась функция Your Timeline (Хронология), которая записывает историю маршрутов и мест, которые пользователь посещал в определённый день.
Также на картах есть дорожные камеры контроля скорости. Пользователи могут сообщать о расположении таких камер через приложение. До этого возможность сообщать о камерах и видеть их на карте была в приложении Waze, которое Google купила в июне 2013 года за примерно миллиард долларов.
Кроме того, Google Карты смогут отображать максимальную разрешенную скорость для дорог, по которым у компании есть соответствующая информация. Изображение знака ограничения скорости с соответствующей цифрой появится в нижнем левом углу экрана. Дорожные камеры отмечаются на картах оранжевыми значками. При приближении к камере приложение будет предупреждать пользователя голосовым сообщением.
В 2019 году Google Карты дополнили свой сервис режимом дополнительной реальности. Теперь с помощью данных GPS, искусственного интеллекта и Google Объектив пользователь сможет читать виртуальные подсказки, которые будут висеть в воздухе.
В 2020 году в Google Картах появилась навигация по зарядным станциям для электромобилей. Функция будет работать в автомобилях со встроенными картами Google Карт — в настоящее время это Polestar 2 и Volvo XC40 Recharge, — а позднее и в других моделях. Компания добавила в приложение три новые опции. Первая — упрощение планирования маршрута электромобиля. Как поясняют в Google, алгоритмы маршрутизации, использующие теорию графов, будут создавать маршруты с учётом времени прекращения заряда автомобиля. Теперь при введении пункта назначения, требующего двух или более остановок для подзарядки, алгоритмы в Google Картах будут искать и фильтровать «десятки и тысячи» общественных зарядных станций и составлять с их учётом более эффективный маршрут. Водитель сможет увидеть, сколько времени займет каждая зарядка, и общее время поездки.
Google сотрудничает по всему миру с более чем 800 поставщиками общественного транспорта, чтобы внедрить General Transit Feed Specification (GTFS), делая данные доступными третьим сторонам. Приложение может указывать транзитный маршрут благодаря обновлению, выпущенному в октябре 2019 года. Режим инкогнито, функции навигации для ходьбы пешком незрячих пользователей были выпущены ранее. В обновлении от июля 2020 года были представлены маршруты совместного использования велосипедов.

## Google Просмотр улиц
Google Просмотр улиц позволяет пользователям Google Карт «побродить» по трёхмерной проекции города или некоторых из его улиц через Интернет. Такая функциональность достигается с помощью кругового фотографирования реальной местности как специальным оборудованием, так и обычным смартфоном. В итоге создаётся множество стереосферических панорам с привязкой к географическим координатам и предоставляется возможность переключаться между ними посредством интуитивно понятного интерфейса, создавая ощущение перемещения в пространстве.
Во время фотосъёмки одновременно, с помощью лазерных дальномеров, автоматически регистрируются плоские поверхности, такие как фасады зданий и стены.
Благодаря этому в Просмотре улиц присутствует возможность получения наиболее удачного ракурса для просмотра выбранного объекта.
На 2012 год снимки Google Просмотра улиц доступны более чем в 3 тыс. городов из 35 стран.

## 3D режим
3D режим позволяет смотреть улицы, здания и горы в трёхмерном режиме. Данная функция с городами доступна не везде, но горы трёхмерны почти на всей карте. 

## Augmented reality (режим дополненной реальности)
В феврале 2019 года компания Google проводила закрытое тестирование режима дополненной реальности собственного сервиса геолокации.

## Масштаб
Доступны 20 уровней масштаба:
| №  | шкала масштаба, м | ~м/пикс   | z  | источники изображений |
| -- | ----------------- | --------- | -- | --------------------- |
| 1  | 10                | 0,16      | 19 | Аэрофотосъёмка        |
| 2  | 20                | 0,31      | 18 | Аэрофотосъёмка        |
| 3  | 50                | 0,63      | 17 | DigitalGlobe/GeoEye   |
| 4  | 100               | 1,25      | 16 |                       |
| 5  | 200               | 2,50      | 15 |                       |
| 6  | 500               | 5,00      | 14 |                       |
| 7  | 1000              | 10,00     | 13 |                       |
| 8  | 2000              | 20,00     | 12 | LandSat-7             |
| 9  | 5000              | 40,00     | 11 |                       |
| 10 | 10 000            | 80,00     | 10 |                       |
| 11 | 20 000            | 160,00    | 9  |                       |
| 12 | 20 000            | 307,69    | 8  |                       |
| 13 | 50 000            | 625,00    | 7  |                       |
| 14 | 100 000           | 1250,00   | 6  |                       |
| 15 | 200 000           | 2500,00   | 5  |                       |
| 16 | 500 000           | 5263,16   | 4  |                       |
| 17 | 1 000 000         | 10 526,32 | 3  |                       |
| 18 | 2 000 000         | 21 052,63 | 2  |                       |
| 19 | 5 000 000         | 41 666,67 | 1  |                       |
| 20 | 10 000 000        | 83 333,33 | 0  |                       |

## Авторские права
Использование материалов Google Карт регулируется общими документами компании Google, а также рядом дополнительных ограничений. В частности, материалы доступны для персонального некоммерческого использования. В организациях материалы доступны только для внутреннего использования и не могут распространяться в коммерческих целях.

## Для разработчиков
Существует возможность использовать Google Карты в качестве основы для своих сторонних сервисов. Google создали API для Google Карт с целью привлечь разработчиков к интеграции Google Карт в их веб-сайты с их геоданными. Это бесплатная служба, на сегодняшний день не содержащая рекламы, хотя такая возможность зарезервирована на будущее в соглашении по их использованию.
Используя Google Maps API, возможно включить любую карту из Google Карт на внешнем сайте, управляя этой картой через JavaScript, например для добавления маркеров географических точек, приближения или удаления при просмотре карт.
Для российских разработчиков отличительная особенность Google Maps API от других аналогичных служб заключается в том, что Google Карты и Google Maps API позволяют находить поселения на территории России по их русским названиям.

## Редактирование карт Google
Имеется возможность для всех зарегистрированных пользователей дополнять, редактировать, удалять объекты карты, оформлять объекты фотографиями, видеороликами и панорамными фотографиями, писать отзывы, описывая свои впечатления от посещения объектов (кафе, магазинов, достопримечательностей и др.). Также можно сообщать об отсутствующих на карте дорогах. Прежде чем изменения появятся на карте в общем доступе, все предложенные правки проходят автоматическую проверку или проверку другими пользователями. В зависимости от количества сделанных наработок по правкам карты, загруженным видео- и фотоматериалам, написанным отзывам, количеству проверок правок других пользователей зарегистрированным участникам проекта присваивается определённый уровень опыта (рейтинг).
На 2022 год нет возможности вносить правки контуров зданий на карте.

## Google Карты для Android
Существует бесплатное приложение Google Карты для смартфонов под управлением ОС Android. В нём доступны: голосовой поиск, спутниковые снимки, Просмотр улиц, режим автонавигатора.

### Офлайн-доступ
В версии Google Карт 6.9 появилась возможность сохранять карту определённого региона в памяти устройства.

## Google Moon
В 2005 году в честь 36-й годовщины посадки Аполлона-11 (20 июля 1969 года) Google опубликовал снимки поверхности Луны. Google Moon позволяет пользователям исследовать лунную поверхность через спутниковые изображения, собранные НАСА и другими миссиями.
Проект Google Moon был запущен в рамках глобальной инициативы Google по созданию детальных трехмерных карт всей поверхности Земли. С тех пор он был расширен и обновлен несколько раз, и сейчас предлагает более подробные данные и картографические инструменты, которые помогают исследовать поверхность Луны.
Проект Google Moon предлагает пользователям возможность просматривать лунную поверхность в разных масштабах, используя фотографии, сделанные различными космическими миссиями. Он также включает интерактивные элементы, которые помогают пользователю исследовать различные объекты на Луне, такие как кратеры, горы и долины. Google Moon также содержит информацию о лунных миссиях и истории исследования Луны, также доступны специальные разделы, посвященные знаменитым местам и событиям, связанным с Луной, таким как американская лунная миссия Аполлон и посадка космического аппарата Советского Союза Луна-9.

## Интеграция с различными сайтами
До недавнего времени[какого?] карты Google Карты были интегрированы с сайтами Википедия и Panoramio. Пользователи могут с помощью настройки «Ещё» видеть на карте значки имеющихся для отображаемого района фотографий и статей Википедии.
Используя Google Maps API, можно включить любую карту из Google Карт на внешнем сайте, управляя этой картой через JavaScript или ActionScript, например для добавления маркеров географических точек, приближения или удаления при просмотре карт.

## Секретные объекты
Известно о том, что компания Google частично выполняет требования спецслужб по закрытию картографической информации в районах нахождения объектов различной степени секретности (искл. Россия).

Онлайновое издание IT Security опубликовало с комментариями довольно длинный перечень под названием «51 вещь, которую вам нельзя увидеть в Google Картах». Среди объектов, которые в снимках сервиса Google умышленно искажены или размыты, ныне можно найти крышу Белого дома и резиденцию вице-президента США Дика Чейни, авиабазы НАТО в Голландии и ФРГ, ядерные электростанции, оборонные научно-исследовательские центры и многое другое.
— «Компьютерра-онлайн»

## Интересные факты
- В ноябре 2009 года житель Великобритании обнаружил на сервисе Google Карты несуществующий город Арглтон в графстве Ланкашир на северо-западе Англии. Согласно предположению Джо Морана (Joe Moran), исследователя из Liverpool John Moores University, компания Google могла специально поместить на карту такой «город-призрак», чтобы легко отслеживать попытки нарушения авторских прав. Известны случаи, когда картографы с этой целью помещали на карты выдуманные улицы[24][25].
- В качестве основы глобального покрытия используются снимки со спутника LandSat-7, обработанные компанией EarthSat в рамках проекта NASA по составлению мозаики всей поверхности суши Земли (GeoCover circa 2000). Проект использовал данные, собранные камерой высокого разрешения ETM+ в период с 1999 по 2002 год. Размер каждого пикселя снимков соответствует 14,25 м земной поверхности. В отличие от цветового решения оригинального проекта, так называемого псевдоцвета NASA (красный для средней части, зелёный для ближней части инфракрасного диапазона, синий для снятого зелёного цвета)[26], Google воспользовалась цветовым решением EarthSat NaturalVue в естественных цветах. В 2006 году Google Планета Земля изменила алгоритм обработки цвета на TerraMetrics TruEarth, оставив в качестве основы те же снимки LandSat-7[27].
- 1 апреля 2012 года в Google Картах в качестве первоапрельской шутки был добавлен «8-битовый» режим просмотра, а на Youtube был выложен ролик с презентацией Google Карт для платформы NES[28].
- В апреле 2015 года на карте Пакистана возле города Равалпинди появилось изображение логотипа Android[29], справляющего нужду на значок Apple. Картинку убрали и публично извинились.